# Ferrovia Metz-Ville - Zoufftgen
La ferrovia Metz-Ville - Zoufftgen (Ligne de Metz-Ville à Zoufftgen in francese) è una linea ferroviaria francese a scartamento ordinario lunga 55 km che unisce la città di Metz con il Lussemburgo.
Oltre la frontiera franco-lussemburghese continua come linea 6.

## Storia
Il troncone tra Metz e Thionville fu aperto il 16 settembre 1854 dalla Compagnie des chemins de fer de l'Est. Il segmento Thioville-Zoufftgen fu invece attivato l'11 agosto 1859.